# Тоболівський заказник
Тоболі́вський — загальнозоологічний заказник місцевого значення в Україні. Розташований у межах Камінь-Каширського району Волинської області, на південь від села Віл і на північний схід від села Нові Червища. 
Площа 108 га. Статус надано згідно з рішенням Волинського облвиконкому від 31.10.1991 року № 226. Перебуває у віданні філії «Камінь-Каширське лісове господарство», Тоболівське л-во кв. 23.
Статус надано з метою збереження частини лісового масиву віком близько 100 років на південному березі озера Червище. Тут зростають сосна звичайна, береза повисла, вільха чорна, у трав'яному покриві - журавлина болотна, чорниця, буяхи, багно болотяне, різні види осок. 
В озері мешкають різні види риб: короп звичайний, карась сріблястий, щука звичайна, окунь звичайний, лин. У лісі поширені сарна європейська, заєць сірий, вивірка звичайна, лисиця звичайна та інші види поліської фауни. У заказнику трапляються рідкісні види, занесені до Червоної книги України та міжнародних червоних списків: лелека чорний, пугач звичайний, тетерук, орябок. Чисельність цих видів різко скорочується через антропогенні зміни середовищ існування, лісогосподарську діяльність, полювання, браконьєрство, турбування, інфекційні хвороби. 

## Галерея

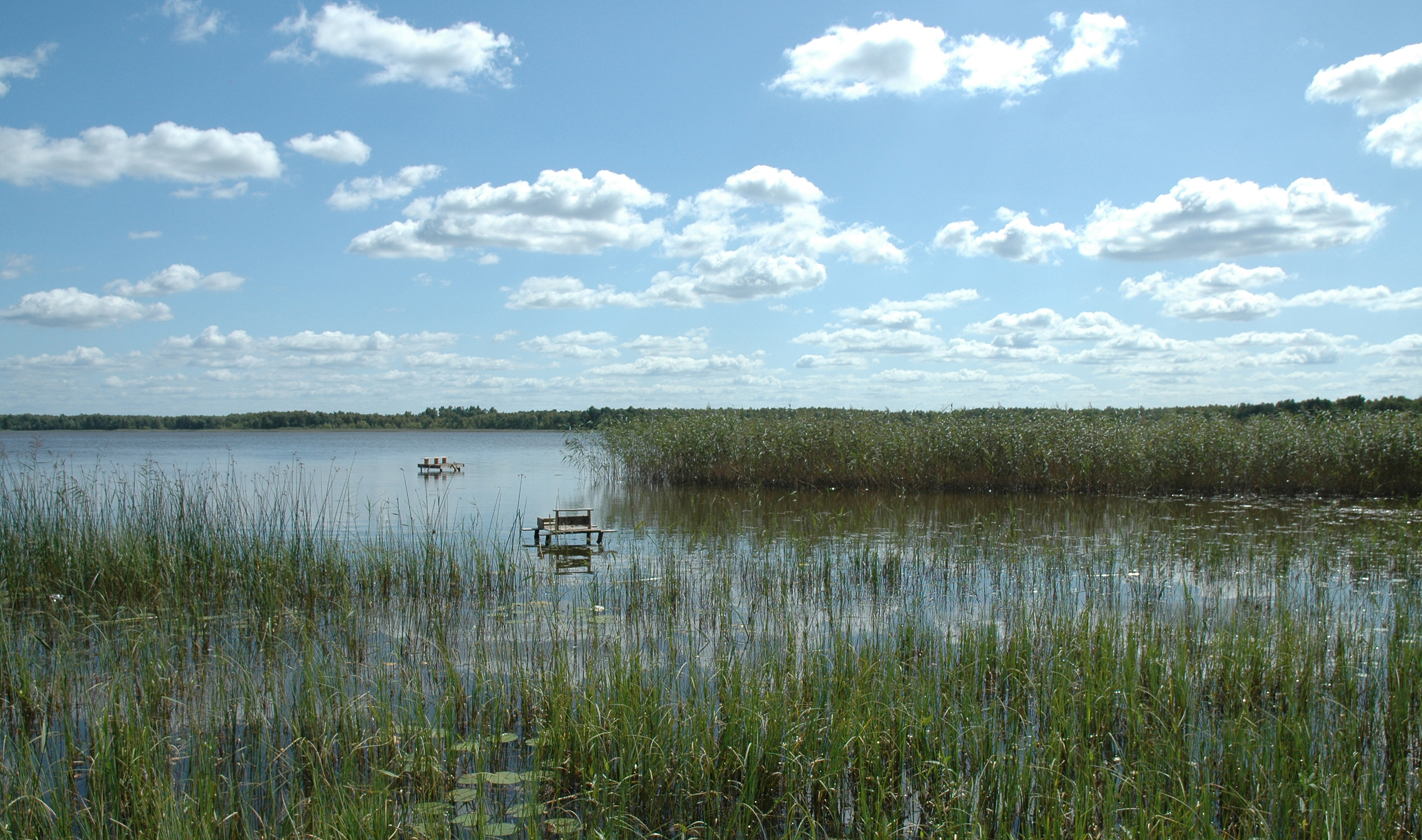
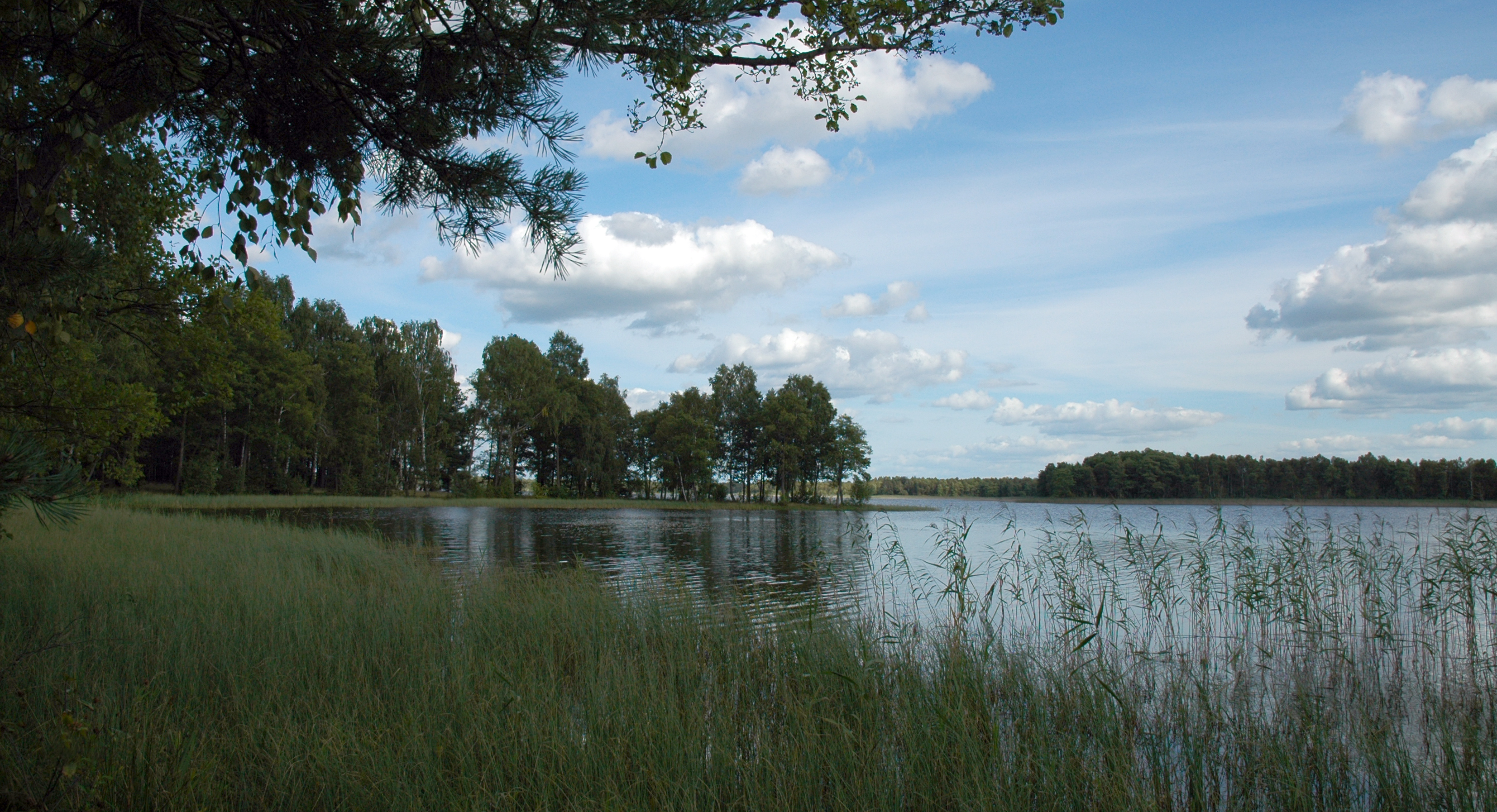